# Olaf Kjems
Olaf Nielsen Kjems (født 31. maj 1880 i Odder, død 11. april 1952 i Vester Vedsted) var en dansk højskoleforstander og gymnast, som deltog i OL 1912 i Stockholm. 
Kjems deltog på det danske hold i svensk system ved OL 1912, hvor blot tre hold stillede op på Stockholms Stadion. Holdene kunne bestå af 16-40 gymnaster, og det svenske hold vandt klart med 937,46 point foran Danmark med 898,84 point, mens Norge blev nummer tre med 857,21 point.
Olaf Kjems' far Simon Kjems var højskoleforstander, foredragsholder og præst for den lokale danske indvandrermenighed i Ashland fra 1889 til sin død af tyfus og malaria i 1895. Efter i alt seks år i Amerika rejste familien Kjems derefter tilbage til Danmark. Olaf Kjems blev senere forstander på Krabbesholm Højskole og efterskolen i Vester Vedsted. Broderen, socialdemokraten Hjalmar Kjems, blev i 1914 borgmester i Skive. Olaf Kjems er farfar til Birte Kjems og oldefar til Lars Lindstrøm.